# Turnu Roșu
Turnu Roșu is een Roemeense gemeente in het district Sibiu.

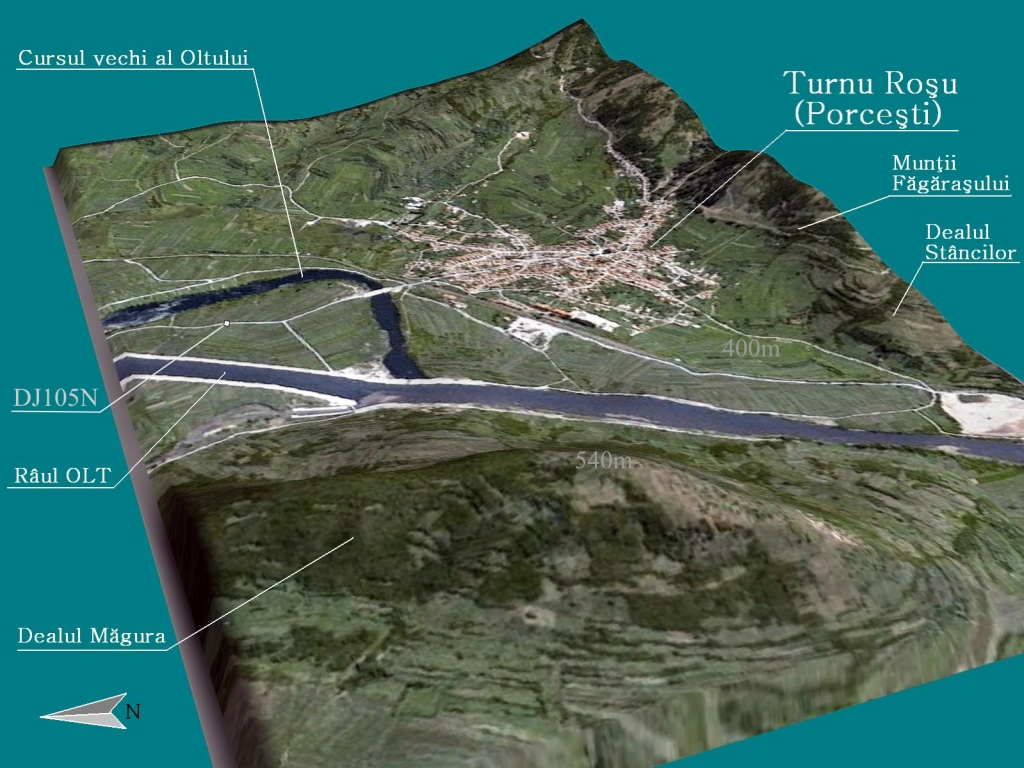
Turnu Roșu

Turnu Roșu telt 2670 inwoners.